# گیراوین، نیو ساوت ولز
گیراوین (به انگلیسی: Girraween) یک حومه شهر در استرالیا است که در نیو ساوت ولز واقع شده‌است.